# فورغوتسي
فورغوتسي (بالبلغارية: Фърговци)‏ قرية تقع إدارياً ضمن مقاطعة غابروفو في بلغاريا. ويبلغ عدد سكانها 28 نسمة حسب تعداد 15 مارس 2015. تعتمد فورغوتسي للبريد على الرمز البريدي 5301.